# تشارلز دبليو رايدر
تشارلز وولكوت رايدر (16 يناير 1892 - 17 أغسطس 1960) هو لواء وضابطًا كبيرًا في جيش الولايات المتحدة خدم في كل من الحرب العالمية الأولى والحرب العالمية الثانية .

## النشأة والعمل العسكري

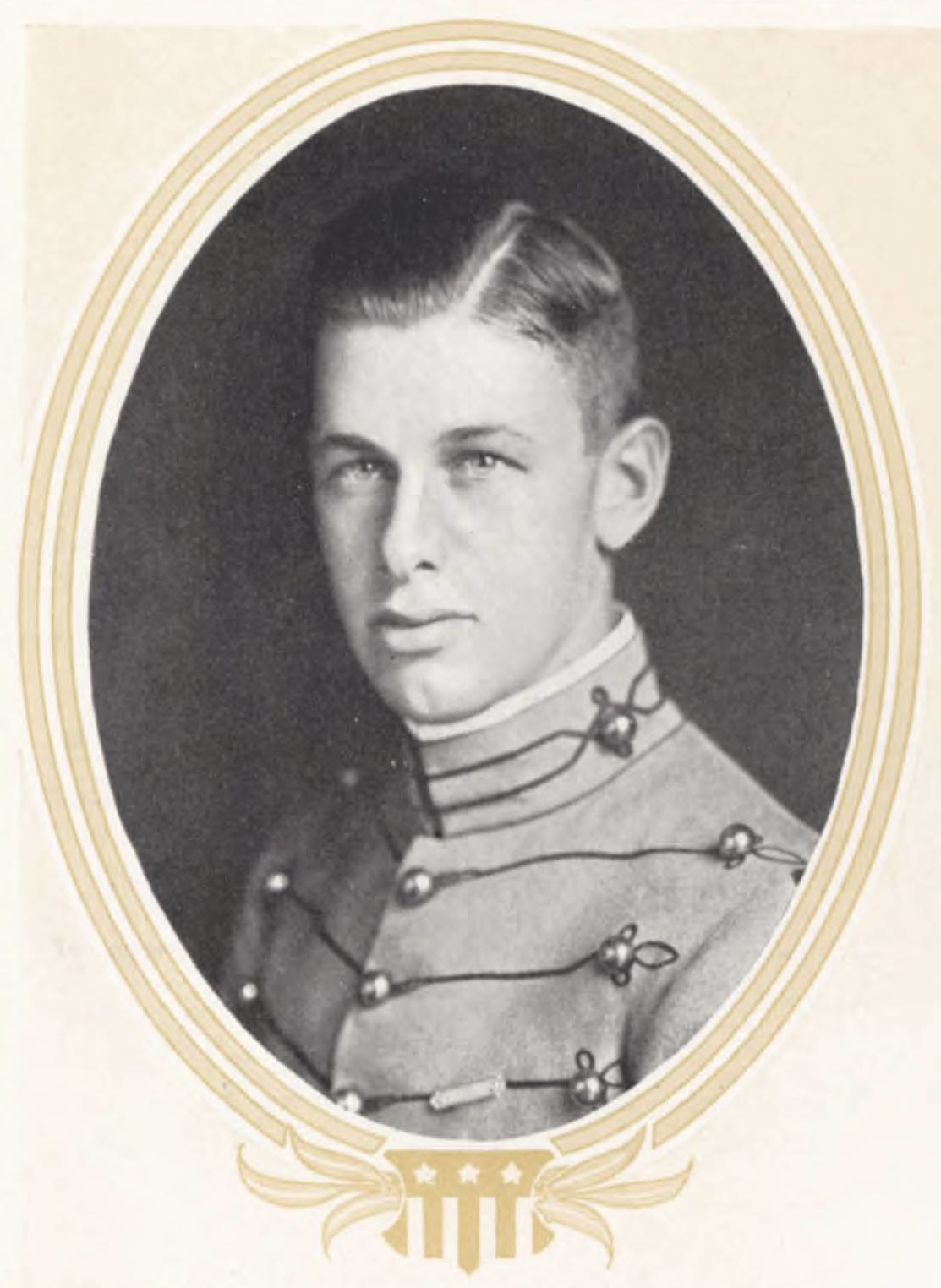
في وست بوينت عام 1915

ولد في توبيكا، كانساس في منتصف يناير 1892 وهو خريج مدرسة توبيكا الثانوية. التحق بالأكاديمية العسكرية الأمريكية (USMA) في عام 1911، في ويست بوينت، نيويورك . تخرج في المركز 39 في فصل مكون من 164 طالب بعد أربع سنوات بصفته ملازمًا ثانيًا في فرع المشاة بجيش الولايات المتحدة كجزء من فصل ويست بوينت لعام 1915، المعروف أيضًا باسم " الصف الذي سقطت عليه النجوم ". من بين الذين تخرج معهم دوايت دي أيزنهاور ، عمر برادلي ، جيمس فان فليت ، جوزيف تي ماكنارني والعديد من الآخرين الذين، سيحصلون أيضًا على رتبة ضابط عام .
كانت مهمة رايدر الأولى مع فوج المشاة الثلاثين ، وثم بعد ذلك اتجها في مهمة حدودية بالقرب من فورت سام هيوستن ، تكساس . ثم خدم مع فيلق تدريب ضباط الاحتياط (ROTC) في نيويورك ، و عند دخول الولايات المتحدة الحرب العالمية الأولى كان قائد سرية في فوج المشاة السادس عشر .  

## الجوائز والأوسمة
| Bronze oak leaf cluster | صليب الخدمة المتميزة (مع مجموعة أوراق البلوط )                 |
|                         | وسام الخدمة العسكرية المتميزة                                  |
| Bronze oak leaf cluster | النجمة الفضية (مع مجموعة أوراق البلوط)                         |
| Bronze oak leaf cluster | وسام الاستحقاق (مع مجموعة أوراق البلوط)                        |
|                         | قلب بنفسجي                                                     |
|                         | وسام النصر في الحرب العالمية الأولى (مع نجمة الاقتباس الفضية ) |
|                         | وسام خدمة الدفاع الأمريكية                                     |
|                         | وسام الحملة الأمريكية                                          |
|                         | وسام الحملة الأوروبية الإفريقية والشرق أوسطية                  |
|                         | وسام النصر في الحرب العالمية الثانية                           |
|                         | وسام جيش الاحتلال (مع قفل ألمانيا )                            |
|                         | رفيق أمر الحمام                                                |